# Richard Donner
Richard Donner (n. 24 aprilie 1930, New York City, New York, SUA – d. 5 iulie 2021, Los Angeles, California, SUA) a fost un regizor și producător de film american. A fost, de asemenea, și un scriitor umorist. A regizat filmele The Omen (1976); Superman (1978); seria de 4 filme Armă mortală (Lethal weapon, 1987, 1989, 1992, 1998), toate cu Mel Gibson și Danny Glover; Maverick (1994, comedie cu Mel Gibson și Jodie Foster); Assassins (1995, cu Sylvester Stallone, Antonio Banderas și Julianne Moore); Teoria Conspirației (Conspiracy Theory, 1997, cu Mel Gibson și Julia Roberts); 16 Blocks (2006, cu Bruce Willis).